# Transient-spændings-dæmper
En transient-spændings-dæmper eller TVS (akronym eng. transient voltage suppression) er en generel klassifikation af en række af komponenter designet til, at reagere på pludselige eller forbigående (transiente) overspændinger. En sådan enhed, som anvendes til dette formål er en TVS-diode, der er en slags zenerdiode designet til at beskytte elektronik mod overspændinger. Et andet design er en familie af produkter, som er kendt som metaloxid varistor (MOV), der kan beskytte elektroniske kredsløb og elektrisk udstyr.
En TVS' karakteristik gør, at den reagerer hurtigere på overspændinger end andre overspændingsbeskyttelseskomponenter, såsom varistorer eller gasudladningsrør. TVS-dioder reagerer så hurtigt, at det gør dem anvendelige til at beskytte mod hurtige og ofte ødelæggende transienter. Disse hurtige overspændingstransienter er tilstede på alle distributionsnetværk og kan være forårsaget af enten interne eller eksterne hændelser, såsom lyn eller motorgnister.

Anvendelser af TVS-dioder omfatter unidirektionale eller bidirektionale elektrostatisk udladnings beskyttelse af transmissionslinjer eller datalinjer i elektroniske kredsløb. MOV baserede TVS bliver brugt til at beskytte hjemmeelektronik og distributionssystemer.

## Sammenligning af transient-dæmpere
| Type                                          | Transient egenskab (typisk) | Livstid - antal transienter                   | Reaktionstid                     | Parallel kapacitans | Lækstrøm (ca.) |
| --------------------------------------------- | --------------------------- | --------------------------------------------- | -------------------------------- | ------------------- | -------------- |
| TVS-diode                                     | 200A (8,3mS) Wpeak fx 1,5kW | ?                                             | ≈ 1 ps (begrænses af tilledning) | 1-10nF              | <1uA           |
| Metal-oxid varistor (MOV)                     | Op til 70 kA                | @ 100 A, 8x20 µs pulsform: 1.000 transienter  | ≈ 1 ns                           | Typisk 100-1.000 pF | 10 µA          |
| Zenerdiode                                    | 50 A                        | @ 50 A, 8x20 µs pulsform: Uendelig            | < 1 µs                           | 50 pF               | 10 µA          |
| Gasudladningsrør til overspændingsbeskyttelse | > 20 kA                     | @ 20 kA, 8x20 µs pulsbredde: > 20 transienter | < 5 µs                           | < 1 pF              | pA             |